# Sanya (socken)
Sanya (kinesiska: 三垭乡, 三垭) är en socken i Kina. Den ligger i provinsen Sichuan, i den sydvästra delen av landet, omkring 300 kilometer sydväst om provinshuvudstaden Chengdu.
Genomsnittlig årsnederbörd är 1 292 millimeter. Den regnigaste månaden är juni, med i genomsnitt 298 mm nederbörd, och den torraste är januari, med 3 mm nederbörd.